# Pseudosuberites cava
Pseudosuberites cava är en svampdjursart som beskrevs av William Johnson Sollas 1902. Pseudosuberites cava ingår i släktet Pseudosuberites och familjen Suberitidae. Inga underarter finns listade i Catalogue of Life.